# Desembarque de Alhucemas
Desembarque de Alhucemas foi uma operação de desembarque militar acontecida em 8 de setembro de 1925 em Alhucemas pelo exército e a Armada espanholas e, em menor número, um contingente aliado francês, que propiciaria o fim da Guerra do Rife.
A operação consistiu no desembarque de um contingente de 13 000 soldados espanhóis transportados de Ceuta e Melilla pela armada combinada hispano-francesa. A operação teve como comandante em chefe o general Miguel Primo de Rivera, e como chefe executivo das forças de desembarco nas praias da baía de Alhucemas o general José Sanjurjo, a cujas ordens estavam as colunas dos gerais chefes das brigadas de Ceuta e Melilla, Leopoldo Saro Marín e Emilio Fernández Pérez, respectivamente. Entre os chefes participantes na ação encontrava-se o então coronel Francisco Franco, o qual, por sua atuação à frente das tropas da Legião Espanhola foi promovido a general de brigada. O general Dwight Eisenhower, dos Estados Unidos anos depois estudou a fundo a tática empregada pelos espanhóis em Alhucemas para traçar o plano do desembarque da Normandia. A Rádio Televisão Espanhola realizou, para 1980, um valioso filme documentário sobre esta importante ação bélica.

## Antecedentes
Depois da Batalha de Annual, o Exército espanhol era materialmente incapaz de recuperar o território perdido. Por isso se optou por uma política de contenção orientada a impedir a expansão da zona rebelde, executada mediante ações militares limitadas e de caráter local. Paralelamente, iniciou-se a depuração de responsabilidades, ao mesmo tempo que as forças políticas, a opinião pública e inclusive o Exército se dividiam entre os partidários de abandonar o protetorado e os que defendiam reiniciar o quanto antes as operações militares.
Em setembro de 1923 produz-se a insurreição do general Primo de Rivera; este, partidário inicial do abandono do protetorado, em 1924 e depois de novos ataques de Abd el-Krim el-Khattabi que obrigaram a um novo ataque espanhol às zonas de Tetuán, Ceuta e Melilla, passando assim, à ofensiva, para derrotar o líder rifenho e restituir a autoridade espanhola no protetorado.

## A proposta do desembarque

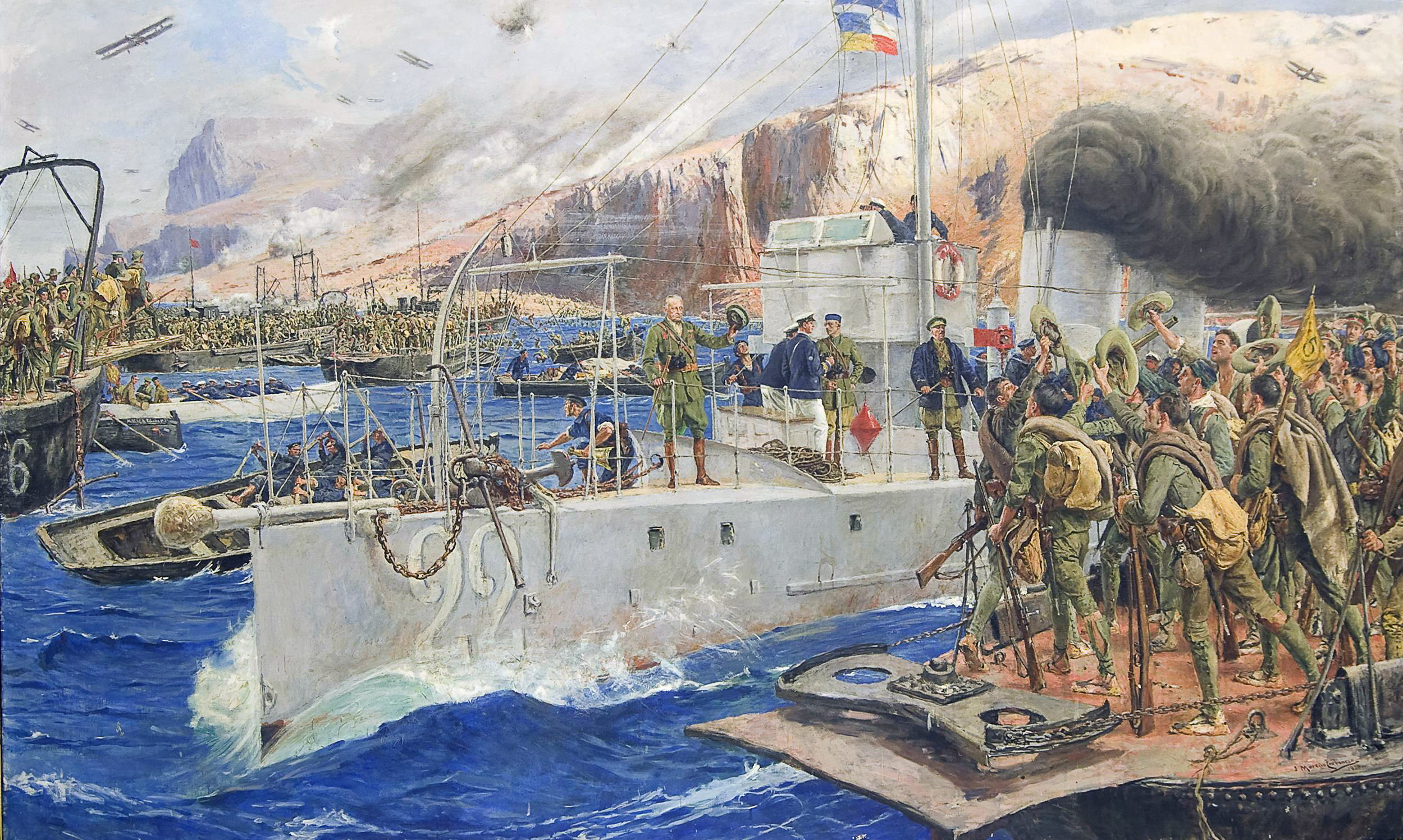
Desembarco de Alhucemas, quadro de José Moreno Carbonero (1929).

Em abril de 1925 produz-se um fato crucial: Abd o-Krim, seguro de si mesmo por seus sucessos em frente aos espanhóis, atacou a zona francesa do Protetorado. Isso abriu as portas a um efetivo entendimento franco-espanhol para fazer frente comum aos rifenhos. Com este propósito, em junho de 1925 tem lugar a Conferência de Madri, que especifica as ações necessárias. Entre os acordos atingidos encontra-se o de efetuar um desembarco espanhol na baía de Alhucemas, com a cooperação e apoio de uma frota combinada, naval e aérea, franco-espanhola.
Alhucemas, zona de assentamento da cabila de Bakioua, à que pertencia Abd o Krim, constituía o foco permanente da rebelião rifenha. Por terra, todas as operações militares espanholas, incluída a de 1921, que culminou no Desastre de Annual, tiveram como objetivo a ocupação de Alhucemas, fracassando uma depois de outra (fundamentalmente pelo excessivo alongamento das linhas).
O propósito da operação fixou-se no desembarque de 18 000 homens, apesar de terem sido apenas 13 000 os desembarcados, para ocupar uma base de operações na zona de Alhucemas e enfrentar aproximadamente 11 000 homens que se calculava que poderiam ter reunido os rifeños. Esta operação constituía a primeira ação anfíbia na que participava Espanha na era moderna e isso, junto à falha da similar operação anglo-francesa em Gallípolli em 1915 durante a Primeira Guerra Mundial, supunha um motivo de preocupação. Por se fosse pouco, o terreno apresentava dificuldades para realizar o desembarco, além de ser uma região bem conhecida pelos rifeños. Isso levou a Primo de Rivera a pesquisar os motivos do desastre de Gallípoli e preparar um cuidadoso planejamento para o desembarco.
O provável conhecimento da projetada operação impulsionou ao caudillo rifeño a fortificar, artillar e minar a zona. Estas circunstâncias obrigaram ao comando espanhol a mudar o lugar do desembarco, elegendo-se a Praia da Cebadilla e Cala do Queimado, ao oeste da baía de Alhucemas. O primeiro e principal esforço para apoderar da cabeça de praia exercer-se-ia nas citadas praias; uma vez conseguido com sucesso este desembarco, o segundo esforço realizar-se-ia em algumas das calas adjacentes ou bem aproveitar-se-ia o sucesso inicial para aprofundar e ampliar a cabeça de praia, dependendo das circunstâncias.

## O desembarque

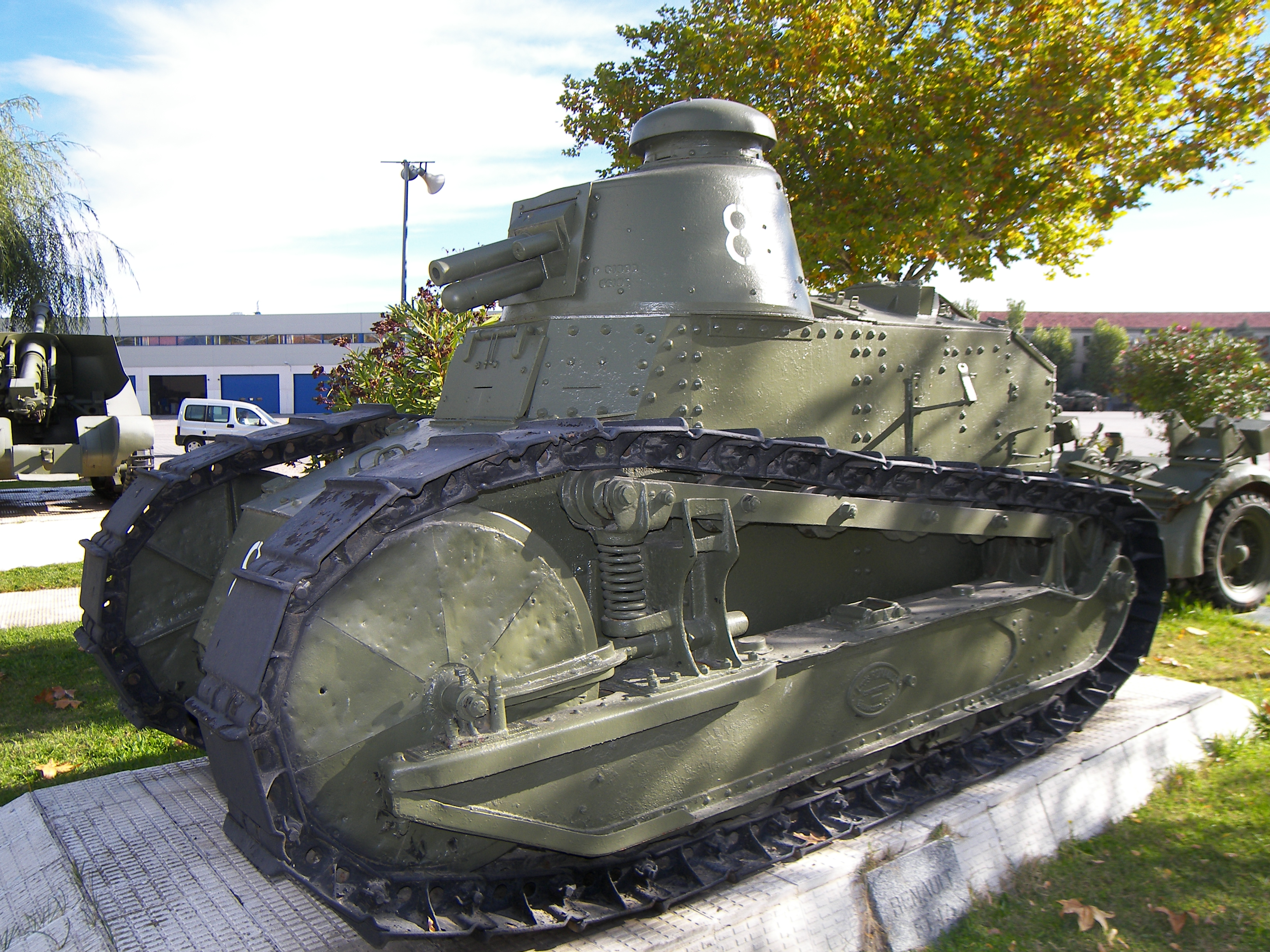
Tanque Renault FT-17, atualmente conservado no Guloso (Madri).

O desembarco, previsto para o 7 de setembro, começou, devido ao mau tempo, o 8 de setembro de 1925 nas praias de Ixdain e a Cebadilla, no território da cábila de Bokoia, empregando-se para isso 24 barcaças tipo K compradas aos britânicos e que estavam em Gibraltar, sendo as mesmas que estes tinham empregado em seu fracassado desembarco em Gallípoli.
Na costa, os rifeños dispunham de catorze peças de campanha de 70 e 75 mm que tinham sido capturadas aos espanhóis e que agora eram manejadas por instrutores mercenários estrangeiros. Também contavam com metralhadoras.
Apoiados pelos canhões das esquadras navais e o bombardeio da aviação, a primeira onda começou às 11h30. Devido à presença de rochas, o contingente da praia de Ixdain deveu desembarcar a uns 50 metros da costa. Enquanto, descobre-se que a praia da Cebadilla está minada. Há umas 40 minas enterradas na areia. Detonadas as minas, começou a segunda onda às 13h00 horas, empreendendo-se a seguir um rápido avanço até ocupar as alturas que dominam a praia. Num primeiro momento desembarcaram 9 000 homens e durante o resto do dia procedeu-se a desembarcar o material necessário para continuar a operação. Ao cair a tarde, a artilharia rifeña retomou o fogo com intensidade contra as tropas espanholas e a esquadra, causando numerosas baixas e atingindo aos encouraçados Alfonso XIII e Jaime I, sofrendo estes danos menores. A artilharia foi respondida com um ataque aéreo espanhol e ao final do dia, 13 000 homens estavam já em terra.
Cabe destacar que em Alhucemas se utilizaram pela primeira vez na história da guerra carroças de combate num desembarco, concretamente 11 Renault FT-17 e 6 Schneider CA1, que foram pouco úteis, ainda que causaram grande impressão. Ademais, foi a primeira vez na história na que as forças de apoio aéreo ao desembarco, as forças navais e as forças de terra atuaram baixo um comando unificado (o de Primo de Rivera), se criando assim mundialmente o conceito moderno de desembarco anfíbio. [carece de fontes?]
O 23 de setembro deu-se a ordem de continuar o avanço, ocupando-se a linha de alturas que domina a baía de Alhucemas no dia 26. O 30, depois de outro novo período de mau tempo que impedia o desembarco do apoio logístico necessário, bem como o apoio aéreo, se iniciou a fase final da penetração terrestre destinada a consolidar a base de operações, finalizando o 13 de outubro. Foi a partir de Alhucemas, na primavera de 1926, executaram-se as operações que determinaram a derrota de Abd o-Krim e a ocupação e pacificação total da zona espanhola do Protetorado.

## Ordem de batalha

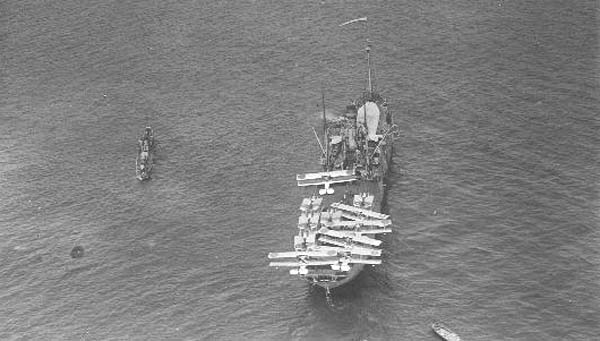
Porta-aviões Dédalo.

Comando supremo: general Miguel Primo de Rivera (tropas espanholas) e o general Philippe Pétain (tropas francesas)
- Comando terrestre: general José Sanjurjo Sacanell.
- Comando aéreo: general Jorge Soriano Escudero.

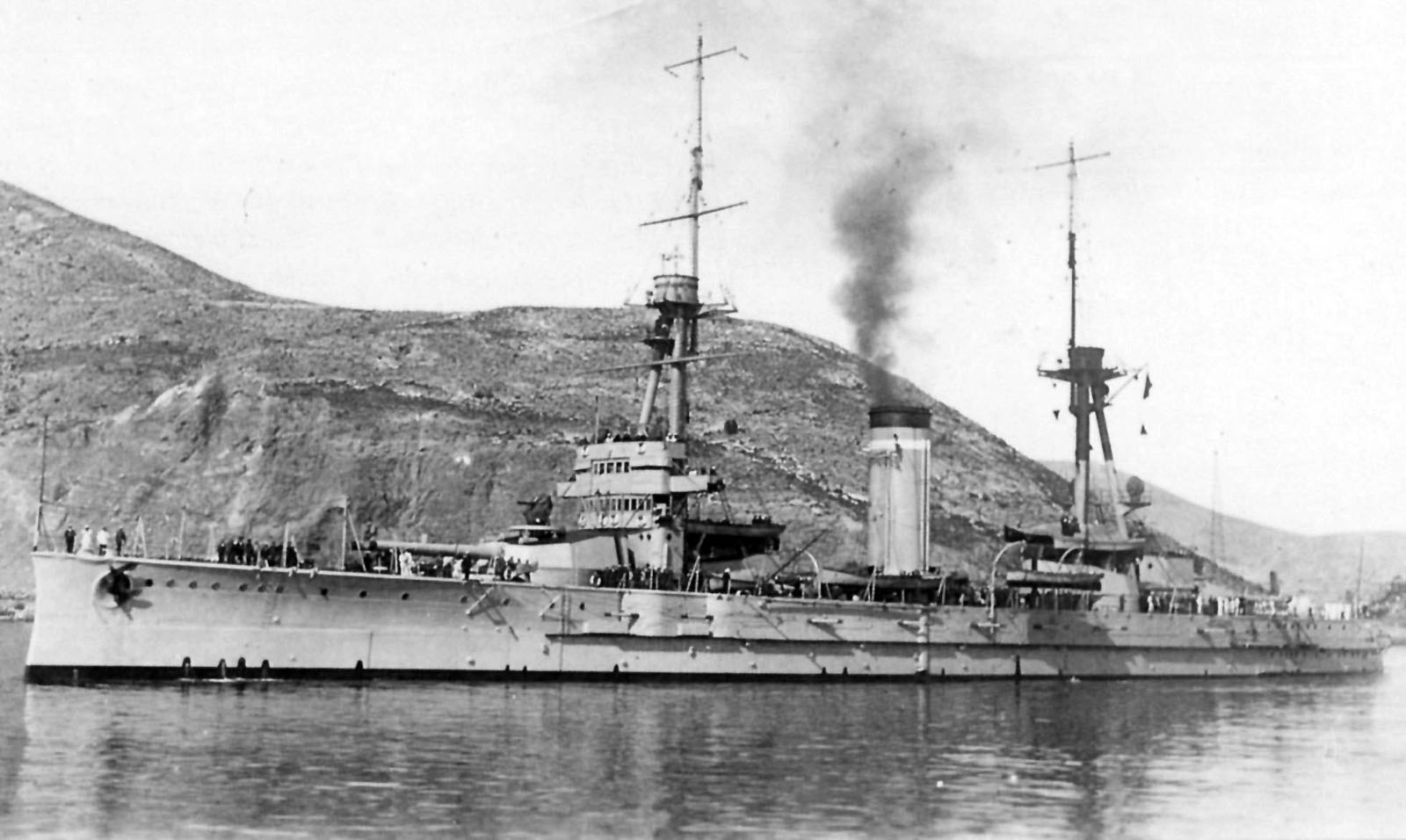
Couraçado Alfonso XIII.

- Comando naval: almirante Guerra.

### Forças espanholas
- Forças terrestres (aprox. 13 000 homens):
  - Agrupamento oriental (I Degrau): 2 bandeiras do Terço da Legião Espanhola, 7 tabores (pequenos batalhões) de Regulares, Batalhões da África 3 e 8; 1 bateria de obuses de 105 mm e 2 de 75 mm; uma unidade de engenheiros, outra de intendência e uma terça de Previdência. 
    - Comandos: general Leopoldo Saro Marín, tenente coronel Miguel Campins, coronéis Francisco Franco Bahamonde e Emilio Esteban Infantes.

  - Agrupamento ocidental (II Degrau): 1 bandeira do Terço, 2 tabores de Regulares, 1 harka de Forças Indígenas, forças da Mehal'a Indígena; 1 Batalhão Expedicionário de Infantaria da Marinha; 1 bateria de obuses de 105 mm e 2 de 75; uma unidade de engenheiros, outra de intendência e uma terça de previdência. 
    - Comandos: general Emilio Fernández Pérez, coronéis Manuel Goded Llopis e Adolfo Vara de Rei

- Forças navais (almirante Guerra e contra-almirante García): Cruzador Blas de Lezo.
  - 2 Couraçados: Jaime I e Alfonso XIII.

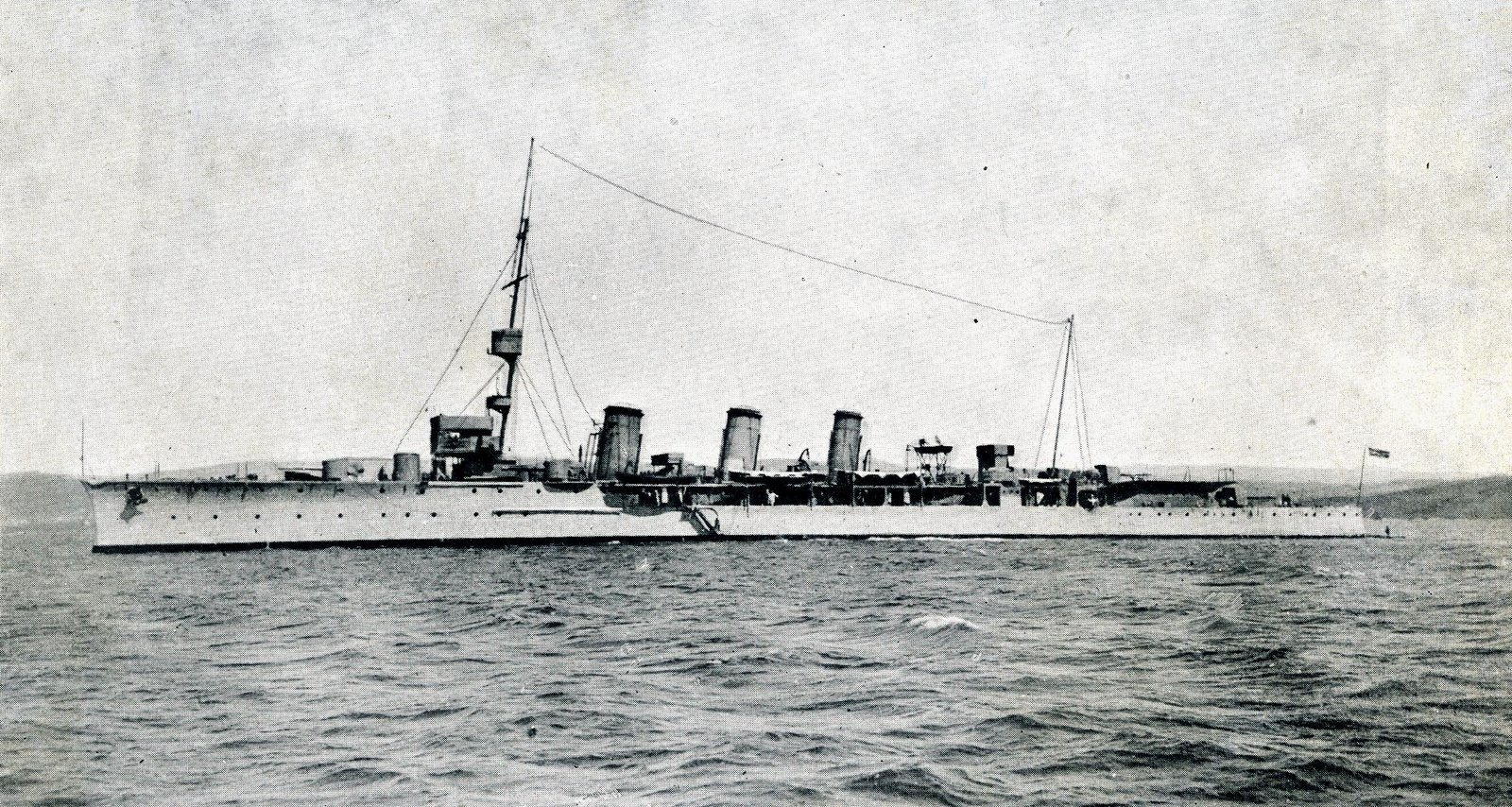
Cruzador Blas de Lezo.

  - 4 Cruzadores: Méndez Núñez, Blas de Lezo, Victoria Eugenia e Extremadura
  - 1 Porta-aviões: Dédalo.
  - 2 Destruidores: Alsedo e Velasco (o primeiro deles, não interveio finalmente ao estar em provas e o segundo, por ser abordado pelo Canalejas, depois do qual teve de se retirar).
  - 7 Canhoneiras: Cánovas do Castillo, Canalejas, Eduardo Dato, Lauria, Laya, Recalde e Almirante Bonifaz.
  - 11 Guardacostas: Uad Muluya, Uad Kert, Uad Martin, Uas Ras, Uad Lucus, Uad Torga, Tetuán, Ardia, Larache', Alcázar e Xauen.
  - 6 Torpedeiros Classe T1: T-1, T-11, T-16, T-18 e T-22.Cruzador Extremadura

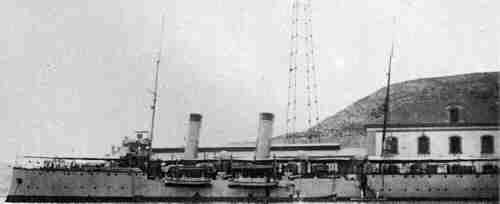
Cruzador Extremadura

  - 7 Guardapescas: Marinheiro Jarano, Cardólo, Maquinista Macias, Condestable Zaragoza, Marinheiro Gante, Torpedista Hernández e Contramaestre Castelló.
  - 4 Remolcadores.
  - 2 Aljibes: África e E.
  - 26 Barcaças de desembarco tipo K de 300 t.
  - 27 Transportes.O couraçado Paris em alta mar, navegando a todo vapor.

- Forças aéreas (general Soriano):

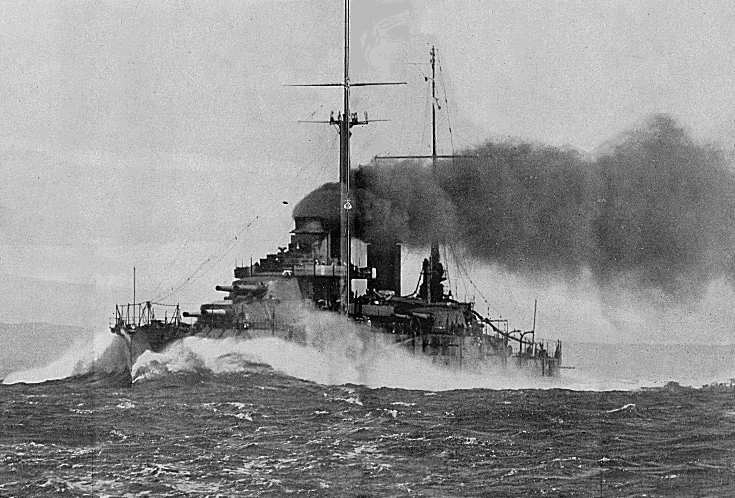
O couraçado Paris em alta mar, navegando a todo vapor.

  - 3 Esquadras (formada a cada uma por um grupo de reconhecimento e outro de bombardeio).
  - 6 Hidroaviões de caça-reconhecimento (Savoia-Marchetti SIAI) Savoia S-16
  - 6 Hidroaviões de bombardeio Macchi M-18AR
  - 1 Balão cativo tipo Avorio Prassone de 1 100 m³
  - 1 Dirigível semirrígido de SCA de 1 500 m³
  - 2 Aviões Junkers F-13 da Cruz Vermelha.

### Forças francesas
- Forças terrestres:
  - 1 batalhão de infantaria de marinha (que desembarcou às 24 horas).

- Forças navais (almirante Hallier):
  - 1 Couraçado: Paris.
  - 2 Cruzeiros: Metz e Strasbourg.
  - 2 Torpedeiros: Annamite e Tonkinois.
  - 2 Monitores avisos: Reims e Amiens.
    - 1 Rebocador.